# Wolf Rüdiger Wilms
Wolf Rüdiger Wilms (* 23. Januar 1941 in Recklinghausen) ist ein deutscher Lehrer und Hochschullehrer sowie Drehbuchautor und Theaterregisseur.

## Leben
Wolf Rüdiger Wilms absolvierte nach dem Abitur ein Studium für das Lehramt an Volks- und Sonderschulen in Münster und Dortmund. Er arbeitete zehn Jahre als Lehrer an Schulen mit intensivpädagogischem Handlungsbedarf.
Von 1974 bis 2006 war er Dozent und Professor für Sonderpädagogik an der Pädagogischen Hochschule Heidelberg (PH Heidelberg). Unter anderem wirkte er am neu konzipierten Master-Studiengang für Straßenkinderpädagogik der PH Heidelberg und von Universitäten in Heidelberg und Freiburg mit. Seit seiner Emeritierung 2006 nimmt Wilms weiterhin als Professor im Ruhestand an der PH Heidelberg Lehraufgaben wahr, wobei er zurzeit bei dem Master-Studiengang „Methoden der Straßenkinderpädagogik“ lehrt.
Seit 1978 engagiert Wilms sich bei Aufbau- und Leitungstätigkeiten im Institut für Heilpädagogik und Erziehungshilfe in Heidelberg, das in der UNESCO-Projektschulen-Bewegung aktiv ist. Insbesondere entwickelte er Konzepte zur künstlerischen Arbeit mit sogenannten Schwierigen Kindern und Jugendlichen und setzte diese auch in die Praxis um. So erarbeitete er zum Beispiel 2001 zusammen mit Studierenden der PH Heidelberg und Kindern aus dem Institut das Theaterstück Verrückte Welt, das auf dem Buch Die besessenen Kinder von Hartwig Weber aufbaut, und inszenierte es in Form eines modernen Musikmärchens.
Wilms betreibt Schülertheater an einigen Schulen im Kreis Heidelberg und setzt sich für Straßenkinder in Kolumbien ein. Er ist Mitinitiator des 2001 begonnenen Projekts „Patio 13 - Schule für Straßenkinder“, das Lehramtsstudenten in Deutschland und Kolumbien das Problem der Straßenkinder nahebringt. Dazu reist Wilms seit Jahren mit Studierenden nach Bogotá und Cartagena in Kolumbien, um dort mit ihnen in Straßenkinder-Projekten zu arbeiten. Inzwischen entwickelte „Patio 13“ sich zu einer internationalen Bildungsinitiative der PH Heidelberg und der kolumbianischen Lehrerbildung („Escuelas Normales Superiores“), an der mehrere Universitäten in Deutschland (Heidelberg und Freiburg) und in Kolumbien (Universidad de Antioquia, Medellín, und Universidad Externado de Colombia, Bogotá) beteiligt sind.
In Kolumbien gründete er auch eine Theaterschule in Copacabana, die als kulturpädagogisches Projekt in Form einer „Asociación“ (dt. Vereinigung) konzipiert ist und als Anlaufstelle für Straßenkinder dienen soll. Wilms ist auf Musik- und Tanztheater spezialisiert und schreibt seine Theaterstücke meistens selbst.
Wilms’ Schwerpunkte in Lehre, Forschung und Publikation liegen bei der sozialen Integration Behinderter, intensivpädagogischen Arbeitsansätzen und der Theaterpädagogik. Sein derzeitiger Arbeitsschwerpunkt sind Projekte zum Choreografischen Theater mit Kindern, Jugendlichen und Studierenden.
Darüber hinaus engagiert er sich für die Förderung von benachteiligten Kindern und Jugendlichen; so ist er unter anderem Mitglied des Wissenschaftlichen Beirats der Freien Schule SPATZ, einer reformpädagogischen Ganztagsschule für Erziehungshilfe in Offenburg.
Volker Maria Hügel (1952 – 2022) war sein Halbbruder.

## Veröffentlichungen (Auswahl)
- Neue Mathematik für lernschwache Schüler. Fördermassnahmen bei der Zahlbegriffsbildung auf mengentheoretischer Grundlage. Marhold, Berlin 1973, ISBN 3-7864-5075-7.
- Lernen mit "Behinderten". Anregungen zur Kooperation von Lernbehinderten- und Sozialpädagogik. Maier, Ravensburg 1979, ISBN 3-473-60430-5.
- Didaktik des Mathematikunterrichts. Mit: Ulrich Bleidick u. Josef Fischer, 2., durchges. Aufl., Marhold, Berlin 1984, ISBN 3-7864-1935-3.
- „Wir sind noch nicht im Festsaal angelangt“. Erfahrungen, Hoffnungen, Ernüchterung nach zehn Jahren Integration. In: TPS-extra, Nr. 11: Gemeinsame Erziehung behinderter und nichtbehinderter Kinder, Theorie und Praxis der Sozialpädagogik (TPS), Kallmeyer, Seelze 1992, ISSN 0342-7145.
- Probleme der Umsetzung von Evaluations-Ergebnissen am Beispiel lern- und geistigbehinderter Schüler. In: Die Sonderschule. Zeitschrift für Theorie und Praxis der Sonderpädagogik,  Nr. 39, S. 430–443, Luchterhand, Neuwied 1994, ISSN 0323-4592
- Mit dem Körper sprechen. Mit: Gabriele Blattner-Wallich, In: Zusammen. Behinderte und nichtbehinderte Menschen, Nr. 9/03, Erhard Friedrich Verlag, Seelze 2003, ISSN 0721-4626